# Robert Jasper van der Capellen
Robert Jasper baron van der Capellen tot den Marsch (De Boedelhof te Eefde bij Zutphen, 30 april 1743 – Deventer, 7 juni 1814) was een telg uit een regentenfamilie die patriot werd en leider van de democratische vleugel. Hij volgde zijn neef Joan Derk van der Capellen tot den Pol op na diens dood in 1784.

## Familie
Robert Jasper is de zoon van Frederik Robert Evert van der Capellen (1710-1755) en Anna Margaretha van Lijnden d'Aspermont (1707-1785). Hij was het vijfde van acht kinderen.
Net zoals zijn volle neef en boezemvriend Joan Derk, die hem duidelijk beïnvloed had, was Robert Jasper een fel tegenstander van stadhouder Willem V van Oranje-Nassau. Zijn verzet tegen de zittende klasse in het algemeen is echter opmerkelijk, omdat hij zelf uit die klasse kwam: hij bezat vier kastelen, trouwde een schatrijke vrouw en hield peperdure feestmalen met andere aristocraten. Van der Capellens broers hebben zijn en Joan Derks politieke activisme tegen hun eigen klasse en de orangisten nooit begrepen; zijn jongste broer was zelfs kamerheer van Willem V zelf.